# Марготтен, Жак-Жюльен
Марготте́н, Жак-Жюлье́н (фр. Jacques-Julien Margottin, 1817—1892) — французский селекционер и владелец частного питомника роз, один из создателей сортов Старинных роз (англ. Old Roses) (Бурбонских (англ. Bourbon Rose) и Ремонтантных (англ. Hybrid Perpetual)).
Сын Жак-Жюльена — Жюль Огюст Марготтен (20 октября 1842 — ?) (фр. Jules Auguste Margottin) продолжил дело отца.

## Литература

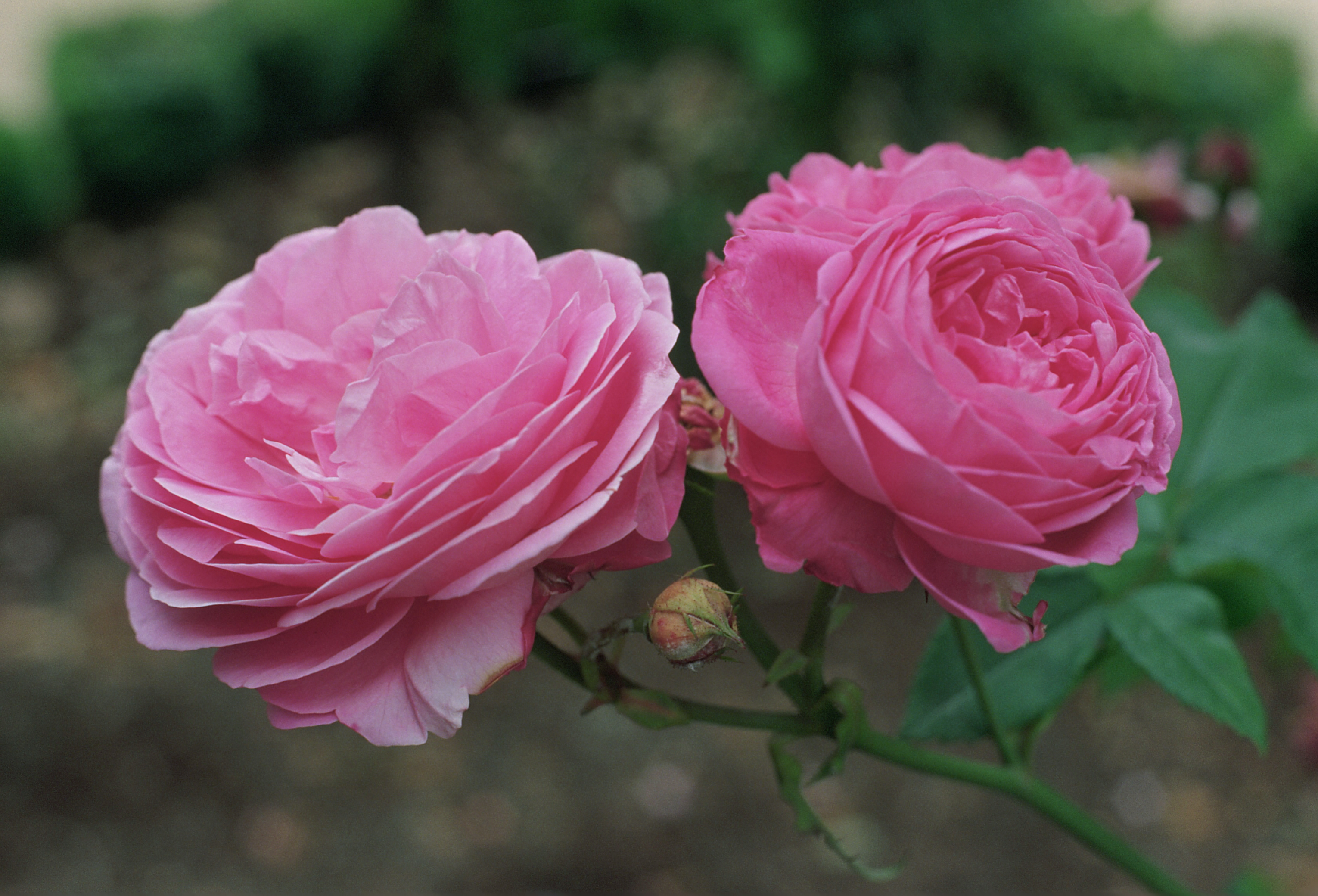
Rosa 'Louise Odier' — один из сортов, созданных Марготтеном в 1851 году